# Anton Weissensteiner
Anton Weissensteiner (* 1. Januar 1913 in Neunkirchen; † 25. August 1987 in Langenzersdorf) war ein österreichischer, nationalsozialistischer Politiker und Versicherungsbeamter.

## Leben
Weissensteiner wurde am 15. März 1938 von Gauleiter Tobias Portschy zum Mitglied des Burgenländischen Landtags ernannt und war ab Juni 1938 Kreisleiter von Voitsberg. Am 11. Mai 1938 beantragte er die Aufnahme in die NSDAP in Sauerbrunn und wurde rückwirkend zum 1. Mai aufgenommen (Mitgliedsnummer 6.158.824). Weissensteiner rückte am 1. April 1940 freiwillig zur Waffen-SS ein. Seine Ausbildung zum Unterscharführer erfolgte in der SS-Unterführerschule in Lublinitz in Schlesien. Mit seiner Einheit ging er nach Frankreich, nahm dort allerdings an keinen Kampfhandlungen mehr teil. Am 21. September 1940 wurde er vom Gauleiter UK-gestellt und kehrte auf den Kreisleiterposten zurück. Daraufhin war er von Ende 1940 bis Oktober oder November 1941 erneut Kreisleiter, danach war er bis Februar 1943 wieder bei der Waffen-SS, wobei er als Panzerführer an der Ostfront eingesetzt war. Weissensteiner wurde das Eiserne Kreuz II. Klasse und das Panzersturmabzeichen verliehen. Während seiner Militärzeit wurde Weissensteiner als Kreisleiter von Hubert Eissner vertreten.
Weissensteiner wurde 1948 vor dem Volksgericht angeklagt, da er als „besonderer Scharfmacher“ gegen die jüdische Bevölkerung von Mattersburg galt. Weissensteiner wurde wegen zahlreicher Verbrechen an der jüdischen Bevölkerung angeklagt, jedoch nur wegen Illegalität, seiner Funktion als SA-Oberstummbannführer, Gauobmann der DAF Steiermark (ab 1943) und seiner Tätigkeit als Kreisleiter von Voitsberg (§ 1 Abs. 6 Kriegsverbrechergesetz und § 11 Verbotsgesetz) zu zehn Jahren schweren Kerkers sowie Vermögensverfall verurteilt. Unter Anrechnung seiner Haft seit 30. Mai 1945 wurde er am 27. Oktober 1949 aus der Haft entlassen.